# 篠原長栄
篠原 長栄（しのはら ながよし、? - 宝永3年（1706年））は、江戸時代前期から中期にかけての加賀藩士。人持組・篠原本家第4代当主。石高4000石。家紋は左三つ巴。通称は主水。別名に長賢。戒名は萬法院殿西江良水居士。菩提寺は曹洞宗桃雲寺。
正室は、加賀八家・前田対馬守家当主前田孝貞（駿河守）の娘、祐松院殿青峯良雲大姉（戒名）。

## 生涯
父は3代当主の長経（篠原長次の嫡男）。母は加賀八家・前田土佐守家当主前田直之の娘（養女）。弟の輝豊（刑部長忠）に父長経の遺知5000石のうち1000石を分け（前田利家の血筋を引く二つ目の本家からの分家）、4000石となる。
藩主・前田綱紀の時代に仕える。延宝8年（1680年）、定火消。宝永元年（1704年）には、弟の輝豊と共に主水長賢・刑部長忠銘で野田山に戸室石で家祖・長重の供養碑「篠原長重 千字碑」（背後に長重・長次・長経の3代にわたる事績を1500字程の文字で刻んであり、長重と芳春院の兄妹関係を、身内を表す「内縁」という表現でぼかしている）を建てている。宝永2年1705年、藩主前田家の菩提寺である宝円寺請取火消となる。宝永3年（1706年）4月、死去。桃雲寺で葬儀が執り行われ、野田山墓地（篠原本家墓地）に葬られる。